# Hotel Torni
El Hotel Torni (en finés: Hotelli Torni; que quiere decir Hotel Torre) es un hotel histórico situado en Helsinki, Finlandia y parte de la cadena hotelera Sokos Hotels. Cuando abrió sus puertas en 1931, se convirtió en el edificio más alto en Finlandia, una posición que mantuvo hasta la finalización de la nueva Fortum (entonces Neste) con sede en la vecina Espoo en 1976, y siguió siendo el edificio más alto de Helsinki hasta 1987. El interior del edificio fue completamente renovado en 2005. Está situado en el Distrito de Diseño de Helsinki. 
El edificio fue diseñado por los arquitectos Jung y Jung en 1928, y cuenta con 14 pisos.